# Barry Knight (Cricketspieler)
Barry Rolfe Knight (* 18. Februar 1938 in Chesterfield, Vereinigtes Königreich) ist ein ehemaliger englischer Cricketspieler, der zwischen 1961 und 1969 für die englische Nationalmannschaft spielte.

## Aktive Karriere
Knight gab sein First-Class-Debüt im Jahr 1955 und spielte in der Folge für Essex. In der Saison 1961/62 gab er sein Test-Debüt im zweiten Spiel der Serie in Indien. Daran schloss sich eine Tour in Pakistan an, bei der ihm im dritten (4/66) Test vier Wickets als Bowler gelangen. Dies wiederholte er im Sommer, als er beim Gegenbesuch Pakistans ebenfalls vier Wickets im vierten Test (4/38) erzielte. Im ersten Test der Ashes Tour 1962/63 konnte er drei Wickets (3/65) beisteuern, bevor er im ersten Test in Neuseeland sein erstes Century über 125 Runs erreichen konnte. Im zweiten Spiel der Serie folgten dann erneut drei Wickets (3/32). Im Jahr darauf gelang ihm erneut ein Century über 127 Runs in Indien im fünften Test, womit er das sieglose Unentschieden der Serie jedoch nicht verhindern konnte. Im Dezember 1965 erreichte er in Australien im zweiten Test 4 Wickets für 84 Runs. In der Folge hatte er Probleme in Essex und wechselte nach Leicestershire. Bei den Ashes im Sommer 1968 erreichte er im zweiten Test 3 Wickets für 16 Runs. Im Jahr darauf erzielte er gegen die West Indies noch ein Mal vier Wickets (4/63) und beendete nach der Saison seine Karriere.

## Nach der aktiven Karriere
Nachdem es ihm nicht gelang in England als Geschäftsmann Fuß zu fassen, ging er nach Australien und arbeitete dort in Sydney als Cricket-Coach.